# 桃澤匡勝
桃澤 匡勝（ももざわ まさかつ、1906年4月18日 - 1989年1月12日）は、長野県上伊那郡飯島町本郷出身の落葉果樹栽培研究家。上伊那農業学校、農林省興津園芸試験場を経て、果実経営に取り組む。梨の盃状棚仕立て法を確立するとともに、果樹生産の組織化、計画出荷に尽力。長野県園芸農業協同組合連合会会長、日本園芸農業協同組合連合会理事、農林省農林水産技術会議専門委員等を歴任。

## 経歴
- 1906年（明治39年）：桃澤喜一郎の次男として出生。
- 1924年（大正13年）：上伊那農業学校を卒業し、農林省興津園芸試験場で見習生として研鑽、熊谷八十三試験場長の指導を受ける。
- 1926年（大正15年）：農林省興津試験場より帰郷。梨5反歩、リンゴ2反歩を栽植。胡桃の研究に着手。
- 1928年（昭和3年）：長野県農業試験場下伊那分場に勤務（1930年まで）。
- 1930年（昭和5年）：三越百貨店 全国優良果実展示会に出品。第一席特別優良賞を受賞。「胡桃の研究」を「日本園芸雑誌」に6回にわたり発表。
- 1931年（昭和6年）：上伊那園芸協会の設立に尽力、評議員となる。東京神田市場へ二十世紀梨初出荷。
- 1932年（昭和7年）：梨の盃状棚仕立法及び梨の袋掛けの研究に着手。
- 1933年（昭和8年）：上伊那園芸協会の専任指導員として各種の講習会を開き本格的な活動開始。リンゴの袋掛けの研究に着手。
- 1936年（昭和11年）：「二十世紀梨の生産統制要項」を作り栽培の基本方向を示す。計画出荷を初めて行う。
- 1939年（昭和14年）：伊那果実出荷統制委員会を組織、委員長就任。
- 1940年（昭和15年）：長野県園芸団体連合会の設立い尽力。自園産慈梨献上の光栄に浴す。
- 1941年（昭和16年）：自園産セニョール・デスペラン、宮内省に納入。
- 1942年（昭和17年）：上伊那園芸協会独立、会長に就任。
- 1946年（昭和21年）：日本果樹協会設立のために奔走、設立委員長を勤め監事就任。長野県果樹協会の設立に尽力、副会長就任
- 1947年（昭和22年）：伊那園芸組合連合会発足、会長就任（1965年まで）。梨、桃の新剪定法の実施。
- 1948年（昭和23年）：日本果樹研究青年連合会の結成に尽力、理事就任（1953年まで）。
- 1949年（昭和24年）：長野県果樹研究青年同志会設立、会長就任。「梨の整枝剪定について」を果実日本に連載、反響大。
- 1950年（昭和25年）：長野県園芸連絡協議会を設立、会長就任（1956年まで）。「果樹の幼木時代の管理」を発行、新整枝法の理念を明らかにする。
- 1952年（昭和27年）：上伊那園芸農業協同組合の組合長就任（1965年まで）。全国梨研究大会を自園を中心に伊那地方にて開催。「園芸家五ヶ年日誌」編集発行。「再び梨の整枝剪定について」を果実日本に連載。
- 1953年（昭和28年）：日本果樹研究青年同志会、副会長就任。日本園芸農業協同組合連合会、監事就任。伊那トマト栽培組合設立、組合長就任（1963年解散まで）
- 1954年（昭和29年）：日本園芸農協連合会東南アジア貿易委員会からの派遣より香港市場の調査。伊那果実第一次五ヶ年計画立案と輸送増強対策を樹立。
- 1956年（昭和31年）：日本園芸農業協同組合連合会、理事就任（1965年まで）。信濃毎日新聞社より梨の整枝法確立の功により信毎文化賞を受賞。長野県園芸農業協同組合連合会設立、会長就任（1964年まで）。
- 1957年（昭和32年）：農林省園芸振興調査会設立、委員就任。日本果樹研究青年同志会、会長就任（1966年まで）。梨南方貿易委員会設立、副会長就任。全国梨研究大会を自園を中心に伊那地方にて開催。段ボール箱による日本初の梨輸送試験を行う。梨の三県（鳥取県、福島県、長野県）出荷調整を計画、実現。
- 1958年（昭和33年）：農林省より米国派遣を命ぜられ4ヶ月間米国各地の園芸栽培の状況を視察。
- 1959年（昭和34年）：静岡鉄道局より青果物出荷功労者表彰を受賞。
- 1960年（昭和35年）：日本園芸学会より菊地功労賞を受賞。
- 1961年（昭和36年）：農林省果樹農業振興審議会、専門委員就任（1970年まで）。
- 1962年（昭和37年）：農林省農林水産技術会議、専門委員就任（1971年まで）。日本貿易振興会（ジェトロ）主催、果実海外宣伝団団長として香港へ渡航。
- 1963年（昭和38年）：長野県果樹研究青年同志会設立、名誉会長就任。
- 1964年（昭和39年）：長野県産業功労賞、受賞。長野県経済事業農業協同組合連合会、副会長就任（1969年まで）。
- 1965年（昭和40年）：全国西洋梨協議会設立、会長就任（1971年まで）。NHK教育テレビ「産地作りの父」（30分番組）に出演。
- 1966年（昭和41年）：全国果樹研究連合会、顧問就任。

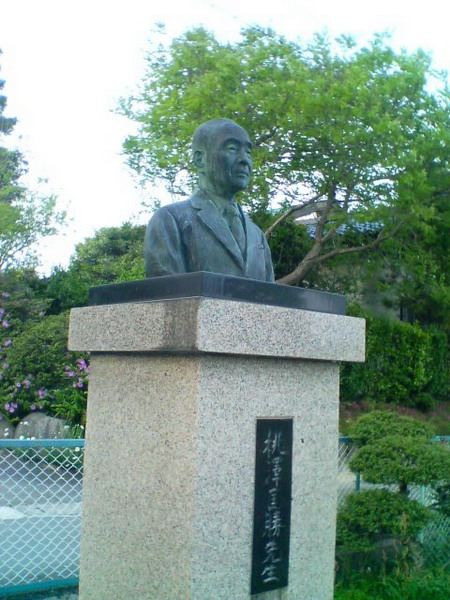
桃澤匡勝胸像（長野県飯島町）

- 1967年（昭和42年）：藍綬褒章、受章。
- 1969年（昭和44年）：皇太子明仁親王、同妃美智子が来園。翌年赤坂御苑春の園遊会に招聘される。
- 1971年（昭和46年）：日本植物特許法制定促進協議会、理事就任。信州くだものニュースへ「果物雑話」連載。
- 1972年（昭和47年）：「落葉果樹の現状と問題点」、「果物歳時記」執筆。「信州の果実」へ連載。
- 1973年（昭和48年）：信州くだものニュースへ「果物漫筆」連載。
- 1974年（昭和49年）：NHK教育テレビジョン「リンゴ百年」（1時間番組）に出演。
- 1975年（昭和50年）：NHK教育テレビジョン「この人と30分」に出演。大日本農会賞受賞。脳梗塞にて倒れる
- 1977年（昭和52年）：勲五等双光旭日章受章。
- 1978年（昭和53年）：全国の果樹の栽培・研究・市場関係者により、飯島町歴史民俗資料館陣嶺館前庭に胸像建立される。「果樹と共に50年－技術と経営のあゆみ－」執筆。
- 1979年（昭和54年）：伊那梨育ての親 桃澤匡勝の物語であるのナレーションで、NHK第一放送 連続ラジオドラマ「梨の木は物言わねど」が、9~10月にかけ30回にわたり放送される（桃澤匡勝役：若山弦蔵）。「果物随想」執筆。
- 1984年（昭和59年）：「伊那梨小史」執筆。
- 1989年（平成元年）：死亡

## 梨の桃澤式盃状棚仕立法

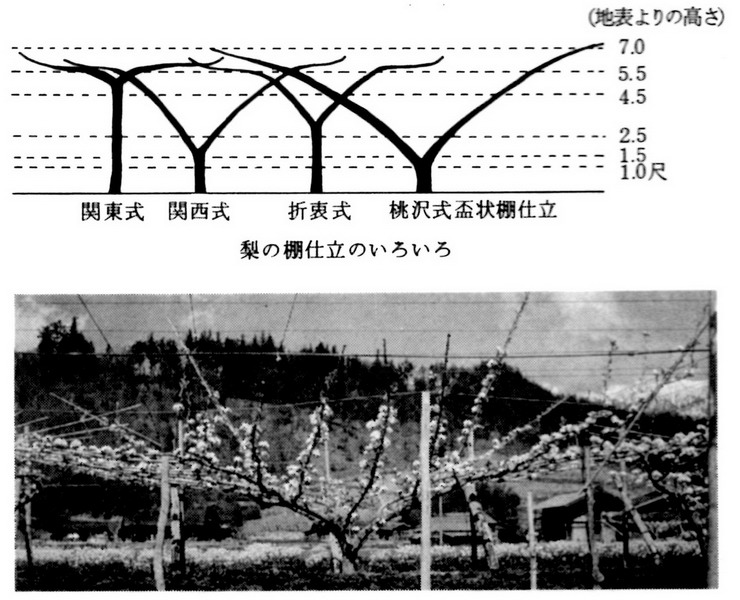
二十世紀梨の桃澤式盃状棚仕立

日本の梨栽培では、台風による果実の落下を防ぐため、いづれの産地でも棚仕立法を採用している。平坦地の棚仕立法としては、主幹を棚の真下まで伸ばし、主枝を水平にする関東式と、主幹の長さをやや短くとり、漏斗状に主枝を配置する関西式が主なものであった。
桃澤式盃状棚仕立法は、主幹を短くし（主幹が短いほど樹勢が強い）、その上に四本の主枝を三年間直立させ（枝は立っているほどよく伸長する）、四年目の春に垂直に伸びた主枝を倒して均等に配置し、棚付けすることによって、養水分の流動を容易にし、枝の太さに差の少ない骨組みを作るというものである。桃澤は、主枝上に配置する亜主枝、側枝などの形成、配置も無理が無く、機械的に整枝する手法も開発し、指導することに成功した。これらにより、葉で合成された養分が均等に配分され、果実の肥大が良好で、場所による品質差もほとんどない高い商品性の果実を生産する成果をもたらした。
盃状形整枝はニホンナシの棚仕立ての理想型の一つであるが、主幹周辺部の枝が低いためにその付近へ機械が入りにくいこともあり、関東を中心とした平坦地の赤ナシ地帯では盃状形より主幹の高い折衷式が現在主体となっている。しかし主枝の伸長に当たり、主枝を垂直に立てるという桃澤式の考え方は折衷式にも採り入れられており、その技術は今でも各地で生かされている。